# Range Creek (Green River)
Der Range Creek ist ein linker Nebenfluss des Green Rivers im US-Bundesstaat Utah. Er bildet den Range Creek Canyon in den Book Cliffs und durchfließt dabei die Countys Carbon und Emery. Der Fluss, der das ganze Jahr über Wasser führt, wurde zur Einstufung als National Wild and Scenic River nominiert.
Das Tal des Range Creek ist nur sehr schwer zugänglich. Der Unterlauf kann mit Geländefahrzeugen über einen Jeep Trail am Green River erreicht werden, zum Oberlauf führen Pfade, die nur zu Fuß und mit Packtieren begangen werden können. Wegen der Abgelegenheit haben sich im Tal besonders viele archäologische Stätten der Fremont-Kultur erhalten. Dazu gehören neben Felszeichnungen vor allem Getreidespeicher.
Das Gebiet um den Fluss war ursprünglich in Besitz des Ranchers Waldo Wilcox. Als er die Gegend erstmals sah, erkannte er den Wert des Landes und schützte es mit einem „Kein Durchgang“-Schild. Im Jahr 2001 verkaufte er das Land an den Staat Utah, behielt dabei aber die Rechte an allen Mineral- und Energiequellen.